# Marco Gelardini
Marco Gelardini (Roma, 9 maggio 1957) è un attore italiano.

## Biografia
Attore attivo negli anni settanta e ottanta in vari film comici e della commedia sexy.

## Filmografia
- La professoressa di scienze naturali, regia di Michele Massimo Tarantini (1976)
- Madame Bovary, regia di Daniele D'Anza – miniserie TV (1978)
- Un poliziotto scomodo, regia di Stelvio Massi (1978)
- L'insegnante viene a casa, regia di Michele Massimo Tarantini (1978)
- Non sparate sui bambini, regia di Gianni Crea (1978)
- Cosmo 2000 - Battaglie negli spazi stellari, regia di Alfonso Brescia (1978)
- Ciao cialtroni!, regia di Danilo Massi (1979)
- L'insegnante al mare con tutta la classe, regia di Michele Massimo Tarantini (1980)
- Il tifoso, l'arbitro e il calciatore, regia di Pier Francesco Pingitore (1982)